# Geoffrey Charles Tasker Keyes
Geoffrey Charles Tasker Keyes, VC, MC, CdeG SCOTS GREYS, britanski častnik, * 18. maj 1917, † 18. november 1941.

## Življenjepis
Rodil se je kot najstarejši sin admirala flote Rogerja Johna Brownlowa Keyesa, britanskega pomorskega heroja prve svetovne vojne ter prvega direktorja Combined Operations med drugo svetovno vojno.
Geoffrey Keyes je postal častnik v Royal Scots Greys, nato pa je bil premeščen k No. 11 (Scottish) Commando, ki je bil poslan na Bližnji vzhod kot del Layforce.
Po britanski invaziji na Sirijo 8. junija 1941, je No. 11 Commando vodil prečkanje reke Litani v Palestini. V spopadih z enotami Vichyjske Francije se je Keyes izkazal in prejel prva odlikovanja.
V noči iz 17. na 18. november 1941 je vodil napad na Rommlovo rezidenco v Libiji. Njegov odred je pristal nekaj dni prej pri Bedi Littorii po izkrcanju iz podmornice. Pri pristajanju je nekaj mož umrlo. Preživeli so nato našli zavetišče v bližnji jami, kjer so ostali skoraj do zore. Še pred sončnim vzhodom so se preselili v bližnji vadi, kjer so se skrivali čez dan. 
Drugo noč so se odpravili proti cilju, a jih je med potjo zapustil arabski vodič. Tako je Keyes moral prevzeti vodenje na nepoznanem terenu; po 18 miljah hoje so prišli do cilja četrto noč. Zaradi izgub je spremenil izvirni načrt in odločil, da bo samo rezidenco napadla le skupina treh mož (sam je vodil skupino), medtem ko so bili ostali razporejeni okoli rezidence.
Udarna skupina se je izmuznila mimo zunanjih stražarjev, toda na vhodnih vratih je naletela na stražarja, ki se je močno upiral. Stotnik Campbell ga je ustrelil z revolverjem, a je s tem sprožil alarm. Skupina je začela hitro pregledovati sobe. Keyes je pri vdoru v eno sobo naletel na odpor; dobil je smrtno strelno rano. Druga dva člana skupine sta ga nato odvekla ven, kjer je v nekaj minutah umrl. Preostanek skupine je nato zapustil prizorišče. 
Nemci so ga pokopali na vojaškem pokopališču Bengazi. Pozneje se je izkazalo, da je Rommel zapustil rezidenco že dva tedna pred napadom in da je notri bil le lokalni štab. Keyes je bil posmrtno odlikovan z Viktorijinim križcem.

## Odlikovanja
- Viktorijin križec (VC)
- Military Cross (MC)
- Croix de Guerre (CdeG)